# Астаналик (поїзд)
«Астаналик» — колишній швидкий пасажирський потяг Казахстанської залізниці № 108/107 сполученням Караганда — Київ.
Раніше потяг мав категорію «фірмовий», яка була скасована разом з цим потягом, який курсував до станції Астана I.
Протяжність маршруту складала до Караганди — 3893 км, до Астани — 3644 км.

## Історія
З часом змінили номер потяга на № 108/107 (замість № 198/197) та маршрут руху через станції Гребінка, Полтава-Київська (раніше курсував через станції Конотоп, Ворожба, Суми.
З 27 травня 2014 року потяг був скасований через низький пасажиропотік.
З 4 січня 2016 року цей потяг відновили без категорії «фірмовий», але подовжили маршрут руху до станції Караганда-Пасажирська, в складі якого курсував вагон безпересадкового сполучення до станції Костанай, але з 2 травня 2016 року залізничне сполучення між Україною та Казахстаном знову припинено через низький пасажиропотік.

## Інформація про курсування
Потяг курсував цілий рік, щотижня. З Казахстану потяг відправлявся щопонеділка, з України — щочетверга. На маршруті руху потяг здійснював зупинки на 43 проміжних станціях до Караганди, до Костанаю — 39 і до Астани — 42 відповідно.
| Розклад руху потяга «Астанхай» № 107/108 | Розклад руху потяга «Астанхай» № 107/108 | Розклад руху потяга «Астанхай» № 107/108 | Розклад руху потяга «Астанхай» № 107/108 | Розклад руху потяга «Астанхай» № 107/108 |
| Час прибуття                             | Час відправлення                         | Станція                                  | Час прибуття                             | Час відправлення                         |
| ---------------------------------------- | ---------------------------------------- | ---------------------------------------- | ---------------------------------------- | ---------------------------------------- |
| —                                        | 18:40                                    | Київ-Пасажирський                        | 09:28/16:32                              | —                                        |
| 22:10                                    | —                                        | Астана I                                 | —                                        | 16:34                                    |
| 02:20                                    | —                                        | Караганда-Пасажирська                    | —                                        | 13:44                                    |

Актуальний розклад руху вказано у розділі «Розклад руху призначених поїздів» на офіційному вебсайті «Укрзалізниці».

## Склад потяга
Потяг складається з:
- 7 плацкартних;
- 4 купейних.

## Вагони безпересадкового сполучення
В складі потяга курсували вагони безпересадкового сполучення:
- № 43/108 Костанай — Київ (1 купейний), Тобол — Київ)
- № 477/108 Челябінськ — Київ (1 вагон плацкартний)[5][6](Саратов — Київ)
- № 107/68 Астана — Варшава (вагон габариту RIC) (повний маршрут)
- № 107/106 Астана — Дніпро (2 вагони (купе і плацкарт)) (Астана — Харків)

## Події
24 липня 2001 року на станції Плиски  відбулося зіткнення електровоза ЧС8-079 та колійної машини ВПРС-500.
21 лютого 2008 року через ДТП, яке спричинено Lexus 470, потяг № 108 суттєво запізнився.